# Veronika Korytářová
Veronika Korytářová, nebo také Veronika Korytářová-Impseilová (* 1982, Valašské Meziříčí) je česká herečka a dabérka. Působí v Divadle F. X. Šaldy v Liberci a v roce 2022 obdržela Cenu Thálie v kategorii činohra. Jejím manželem je herec Tomáš Impseil.

## Život a kariéra
Narodila se roku 1984 ve Valašském Meziříčí a vyrůstala ve Vsetíně. V dětství chodila do ZUŠ na balet, kde jí zde učarovala příprava vystoupení a pocity s tím spojené. Jako dítě se začala přátelit s Lucií Štěpánkovou, s kterou i následně šla studovat Janáčkovu konzervatoř v Ostravě. Konzervatoř studovaly v letech 1997 až 2001 a po vystudování získala Veronika angažmá v Těšínském divadle.
V tomto divadle si ji vyhlédl režisér Martin Tichý, který jí v roce 2004 obsadil do své oceňované inscenace Arabské noci v Divadle F. X. Šaldy v Liberci. V libereckém divadle následně i získala angažmá, kde je doposud (2023). Zahrála si v řadu mimořádně složitých, ale i komediálních rolí, jako například Margaretu v Kočce na rozpálené plechové střeše, Mefista ve Faustovi, Varju ve Višňovém sadu, titulní roli v Hořkých slzách Petry von Kantové, Paní Robinsonovou v Absolventovi, Ninu v Postelové frašce, Beatricii s artistickými klaunskými kousky v klasické Shakespearově komedii Mnoho povyku pro nic nebo tři krajně odlišné Nadi v Leninových balzamovačích.
Jejím manželem je herec Tomáš Impseil, který je taktéž v angažmá v Divadle F. X. Šaldy. Společně mají čtyři děti. Během načítání pro Český rozhlas v Liberci zmínila, že „opět velmi ráda přijde, pokud budou mít ještě nějakou práci“, a tak přišla nabídky moderátorky, kterou přijala.
Za rok 2015 byla nominována na Cenu Thálie v kategorii činohra za vytvoření Mefista ve Faustovi. Tu obdržela v roce 2022 za ztvárnění Vlasty Buriana v inscenaci Burian.